# Olympische Sommerspiele 1956/Leichtathletik – 80 m Hürden (Frauen)

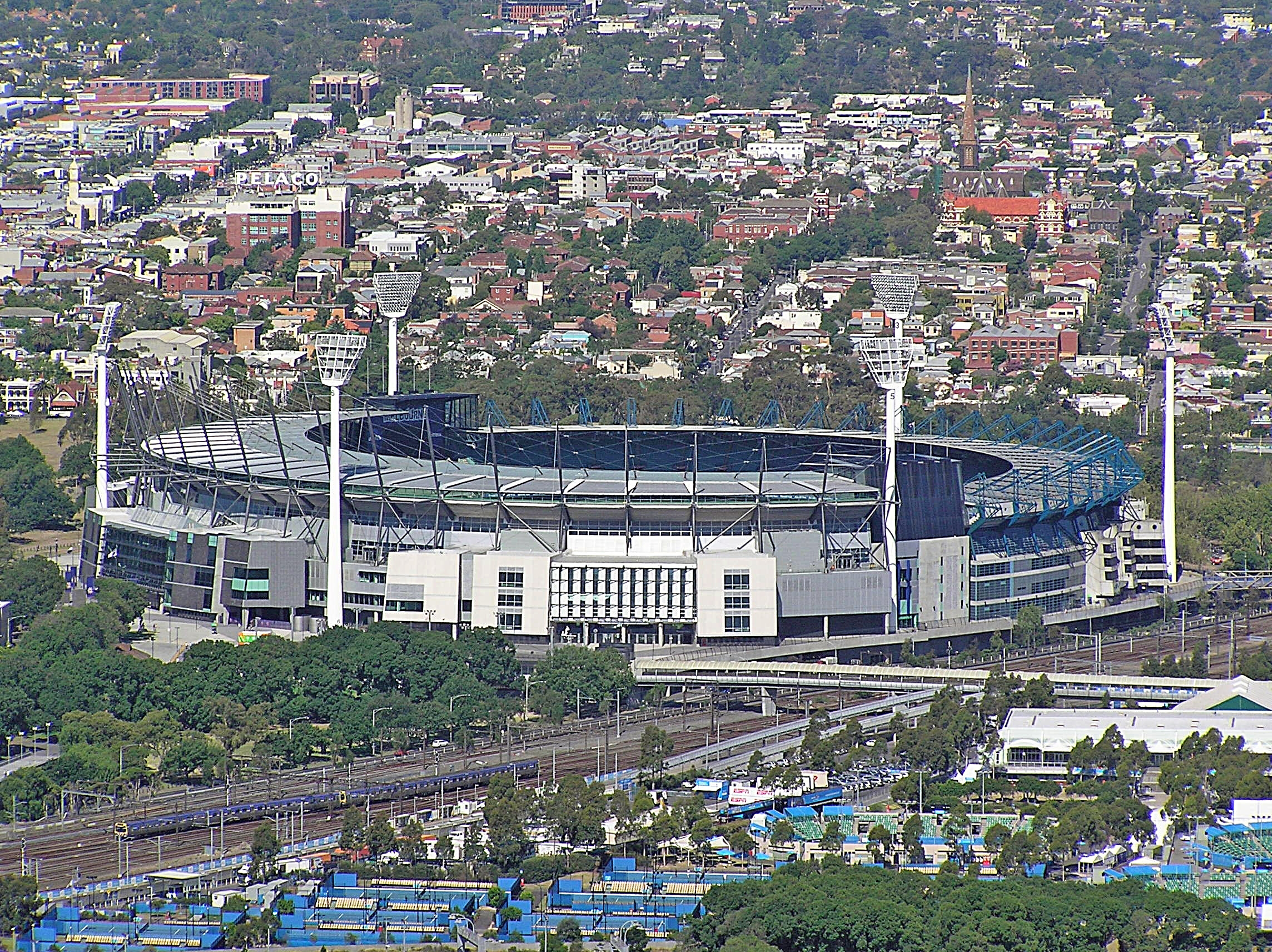
Melbourne Cricket Ground, Olympiastadion (hier im Jahr 2008)

Der 80-Meter-Hürdenlauf der Frauen bei den Olympischen Spielen 1956 in Melbourne wurde am 27. und 28. November 1956 im Melbourne Cricket Ground ausgetragen. 22 Athletinnen nahmen teil.
Olympiasiegerin wurde die Australierin Shirley de la Hunty vor der Deutschen Gisela Birkemeyer, frühere Gisela Köhler. Bronze ging an die Australierin Norma Thrower.
Schweizer und österreichische Athleten nahmen nicht teil. Zwei weitere deutsche Athletinnen nahmen teil. Während Maria Sander, frühere Maria Domagala, als Vierte ihres Vorlaufes ausschied, qualifizierte sich Zenta Gastl, spätere Christa Kopp, für das Halbfinale. Hier wurde sie in ihrem Lauf ebenfalls Vierte und schied aus.

## Rekorde

### Bestehende Rekorde
| Weltrekord         | 10,6 s | Zenta Gastl ( BR Deutschland)     | Frechen, Deutschland         | 29. Juli 1956 |
| Olympischer Rekord | 10,9 s | Shirley de la Hunty ( Australien) | Finale OS Helsinki, Finnland | 24. Juli 1952 |

### Rekordegalisierungen/-verbesserungen
Der bestehende olympische Rekord wurde fünfmal egalisiert und verbessert:
- 10,9 s (egalisiert) – Zenta Gastl (Deutschland), erster Vorlauf bei einem Rückenwind von 0,8 m/s
- 10,8 s – Shirley de la Hunty (Australien), zweiter Vorlauf bei einem Gegenwind von 1,5 m/s
- 10,8 s (egalisiert) – Norma Thrower (Australien), vierter Vorlauf bei einem Rückenwind von 3,0 m/s
- 10,8 s (egalisiert) – Shirley de la Hunty (Australien), erstes Halbfinale bei einem Rückenwind von 0,9 m/s
- 10,7 s – Shirley de la Hunty (Australien), Finale bei einem Gegenwind von 1,3 m/s

## Durchführung des Wettbewerbs
22 Athletinnen traten am 27. November zu vier Vorläufen an. Die jeweils drei besten Läuferinnen – hellblau unterlegt – qualifizierten sich für das Halbfinale am selben Tag. Aus den Halbfinals erreichten die jeweils drei Erstplatzierten – wiederum hellblau unterlegt – das Finale am 28. November.

## Zeitplan
27. November, 14:30 Uhr: Vorläufe

27. November, 17:20 Uhr: Halbfinale

28. November, 17:15 Uhr: Finale
Anmerkung: Alle Zeiten sind als Ortszeit von Melbourne angegeben. (UTC + 10)

## Vorläufe
Datum: 27. November 1956, ab 14:30 Uhr

### Vorlauf 1

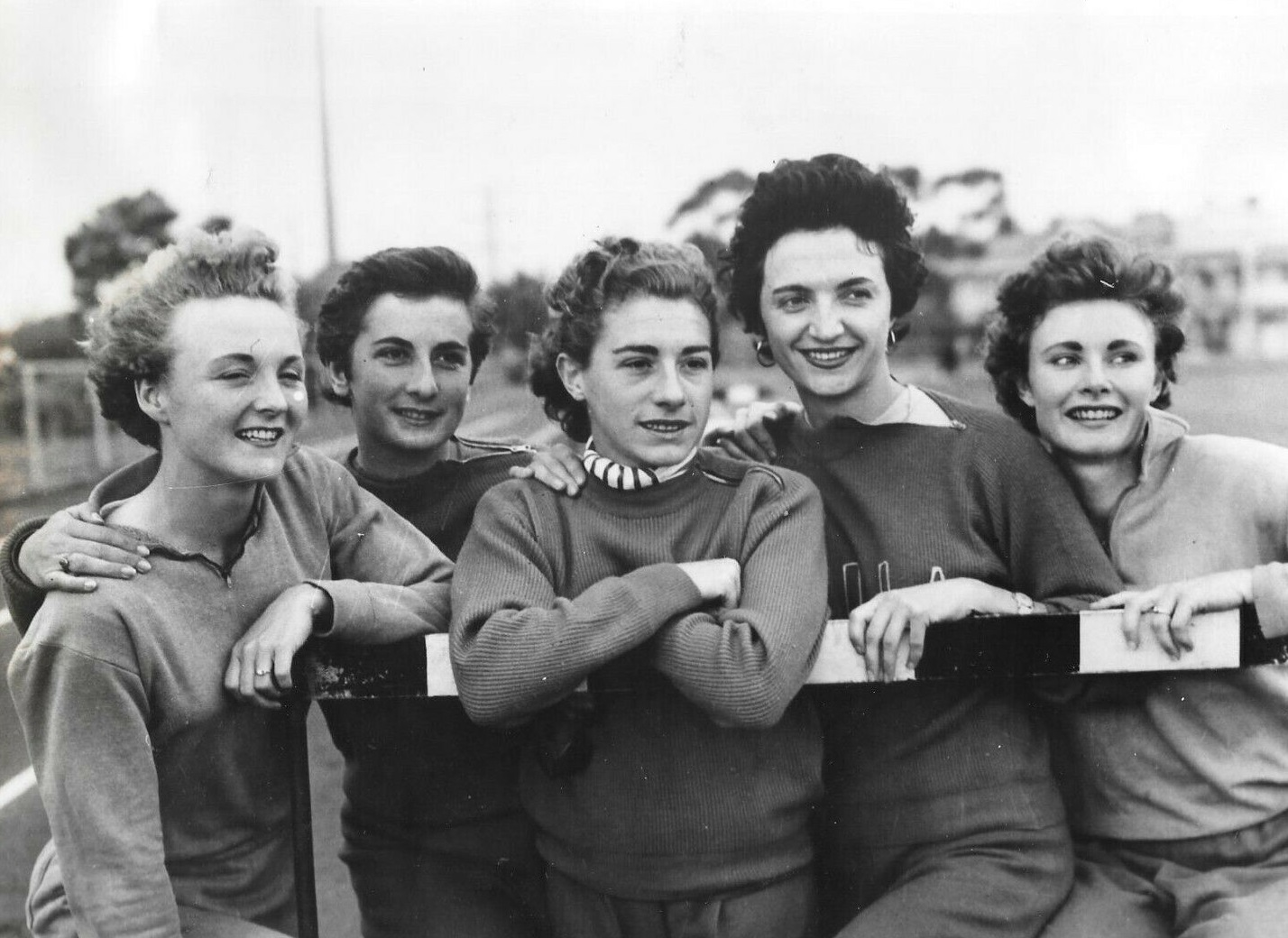
Milena Greppi (Dritte von links) – ausgeschieden als Fünfte des ersten Vorlaufs /
Gloria Cooke (ganz links) – im Finale auf Rang sechs

Wind: +0,8 m/s
| Platz | Name            | Nation         | Offizielle Zeit handgestoppt | Inoffizielle Zeit elektronisch |
| ----- | --------------- | -------------- | ---------------------------- | ------------------------------ |
| 1     | Zenta Gastl     | Deutschland    | 10,9 s ORe                   | 11,18 s                        |
| 2     | Bertha Díaz     | Kuba           | 11,4 s0000                   | 11,51 s                        |
| 3     | Carole Quinton  | Großbritannien | 11,4 s0000                   | 11,63 s                        |
| 4     | Barbara Mueller | USA            | 11,6 s0000                   | 11,83 s                        |
| 5     | Milena Greppi   | Italien        | 12,3 s0000                   | 12,66 s                        |
| DNS   | Olga Gyarmati   | Ungarn         |                              |                                |

### Vorlauf 2
Wind: −1,5 m/s
| Platz | Name                           | Nation         | Offizielle Zeit handgestoppt | Inoffizielle Zeit elektronisch |
| ----- | ------------------------------ | -------------- | ---------------------------- | ------------------------------ |
| 1     | Shirley de la Hunty            | Australien     | 10,8 s OR                    | 11,02 s                        |
| 2     | Marija Golubnitschaja          | Sowjetunion    | 11,1 s000                    | 11,25 s                        |
| 3     | Margaret Stuart                | Neuseeland     | 11,3 s000                    | 11,46 s                        |
| 4     | Connie Darnowski               | USA            | 11,9 s000                    | 12,02 s                        |
| 5     | Pauline Threapleton-Wainwright | Großbritannien | 11,9 s000                    | 12,06 s                        |
| DNS   | Mary Rao                       | Indien         |                              |                                |

### Vorlauf 3
Wind: −0,6 m/s
| Platz | Name              | Nation                | Offizielle Zeit handgestoppt | Inoffizielle Zeit elektronisch |
| ----- | ----------------- | --------------------- | ---------------------------- | ------------------------------ |
| 1     | Gisela Birkemeyer | Deutschland           | 11,0 s                       | 11,11 s                        |
| 2     | Elaine Winter     | Südafrikanische Union | 11,1 s                       | 11,28 s                        |
| 3     | Gloria Cooke      | Australien            | 11,4 s                       | 11,45 s                        |
| 4     | Angèle Picado     | Frankreich            | 11,5 s                       | 11,50 s                        |
| 5     | Nila Bessedina    | Sowjetunion           | 11,5 s                       | 11,59 s                        |
| 6     | Irene Robertson   | USA                   | 11,9 s                       | 12,02 s                        |
| 7     | Manolita Cinco    | Philippinen           | 12,1 s                       | 12,20 s                        |

### Vorlauf 4
Wind: +3,0 m/s
| Platz | Name                | Nation      | Offizielle Zeit handgestoppt | Inoffizielle Zeit elektronisch |
| ----- | ------------------- | ----------- | ---------------------------- | ------------------------------ |
| 1     | Norma Thrower       | Australien  | 10,8 s ORe                   | 10,94 s                        |
| 2     | Galina Bystrowa     | Sowjetunion | 10,9 s0000                   | 11,09 s                        |
| 3     | Marthe Lambert      | Frankreich  | 10,9 s0000                   | 11,18 s                        |
| 4     | Maria Sander        | Deutschland | 11,1 s0000                   | 11,22 s                        |
| 5     | Francisca Sanopal   | Philippinen | 11,8 s0000                   | 12,15 s                        |
| DNS   | Elżbieta Krzesińska | Polen       |                              |                                |

## Halbfinale
Datum: 27. November 1956, ab 17:20 Uhr

### Lauf 1
Wind: +0,9 m/s
| Platz | Name                  | Nation         | Offizielle Zeit handgestoppt | Inoffizielle Zeit elektronisch |
| ----- | --------------------- | -------------- | ---------------------------- | ------------------------------ |
| 1     | Shirley de la Hunty   | Australien     | 10,8 s ORe                   | 10,89 s                        |
| 2     | Gisela Birkemeyer     | Deutschland    | 10,8 s0000                   | 10,93 s                        |
| 3     | Marija Golubnitschaja | Sowjetunion    | 11,0 s0000                   | 11,12 s                        |
| 4     | Marthe Lambert        | Frankreich     | 11,1 s0000                   | 11,37 s                        |
| 5     | Bertha Díaz           | Kuba           | 11,2 s0000                   | 11,42 s                        |
| 6     | Carole Quinton        | Großbritannien | 11,4 s0000                   | 11,61 s                        |

### Lauf 2
Wind: −1,8 m/s
| Platz | Name            | Nation                | Offizielle Zeit handgestoppt | Inoffizielle Zeit elektronisch |
| ----- | --------------- | --------------------- | ---------------------------- | ------------------------------ |
| 1     | Galina Bystrowa | Sowjetunion           | 11,0 s                       | 11,14 s                        |
| 2     | Norma Thrower   | Australien            | 11,0 s                       | 11,20 s                        |
| 3     | Gloria Cooke    | Australien            | 11,1 s                       | 11,25 s                        |
| 4     | Zenta Gastl     | Deutschland           | 11,1 s                       | 11,30 s                        |
| 5     | Elaine Winter   | Südafrikanische Union | 11,3 s                       | 11,47 s                        |
| 6     | Margaret Stuart | Neuseeland            | 11,3 s                       | 11,51 s                        |

## Finale

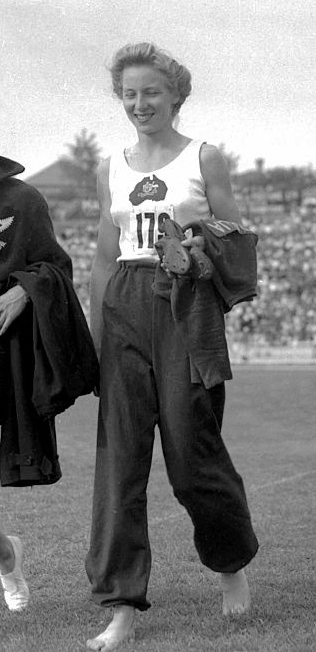
Shirley de la Hunty wiederholte ihren Olympiasieg von 1952 und errang drei Tage später auch Gold mit der 4-mal-100-Meter-Staffel

Datum: 28. November 1956, 17:15 Uhr

Wind: −1,3 m/s
| Platz | Name                  | Nation      | Offizielle Zeit handgestoppt | Inoffizielle Zeit elektronisch |
| ----- | --------------------- | ----------- | ---------------------------- | ------------------------------ |
| 1     | Shirley de la Hunty   | Australien  | 10,7 s OR                    | 10,96 s                        |
| 2     | Gisela Birkemeyer     | Deutschland | 10,9 s000                    | 11,12 s                        |
| 3     | Norma Thrower         | Australien  | 11,0 s000                    | 11,25 s                        |
| 4     | Galina Bystrowa       | Sowjetunion | 11,0 s000                    | 11,25 s                        |
| 5     | Marija Golubnitschaja | Sowjetunion | 11,3 s000                    | 11,50 s                        |
| 6     | Gloria Cooke          | Australien  | 11,4 s000                    | 11,60 s                        |

Favorisiert waren vor allem die Silbermedaillengewinnerin von 1952, Marija Golubnitschaja, aus der UdSSR sowie die deutsche Weltrekordhalterin Zenta Gastl, spätere Zenta Kopp, die jedoch überraschend im Halbfinale ausschied. Shirley de la Hunty, Olympiadritte von 1948 und Olympiasiegerin von 1952, wurde nicht mehr so stark eingeschätzt, aber sie gehörte zu den Medaillenkandidatinnen.
Das Finale entwickelte sich jedoch nicht wie erwartet. Shirley de la Hunty wurde in ihrem Heimatland mit fast zwei Metern Vorsprung Olympiasiegerin vor der Deutschen Gisela Birkemeyer, frühere Gisela Köhler. Die Bronzemedaille gewann mit Norma Thrower eine weitere Australierin. Die Siegerin erzielte einen neuen olympischen Rekord und blieb nur eine Zehntelsekunde über dem Weltrekord.

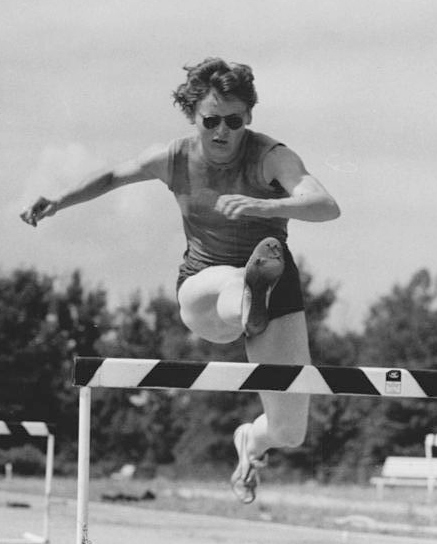
Silber gewann Gisela Birkemeyer, frühere Gisela Köhler
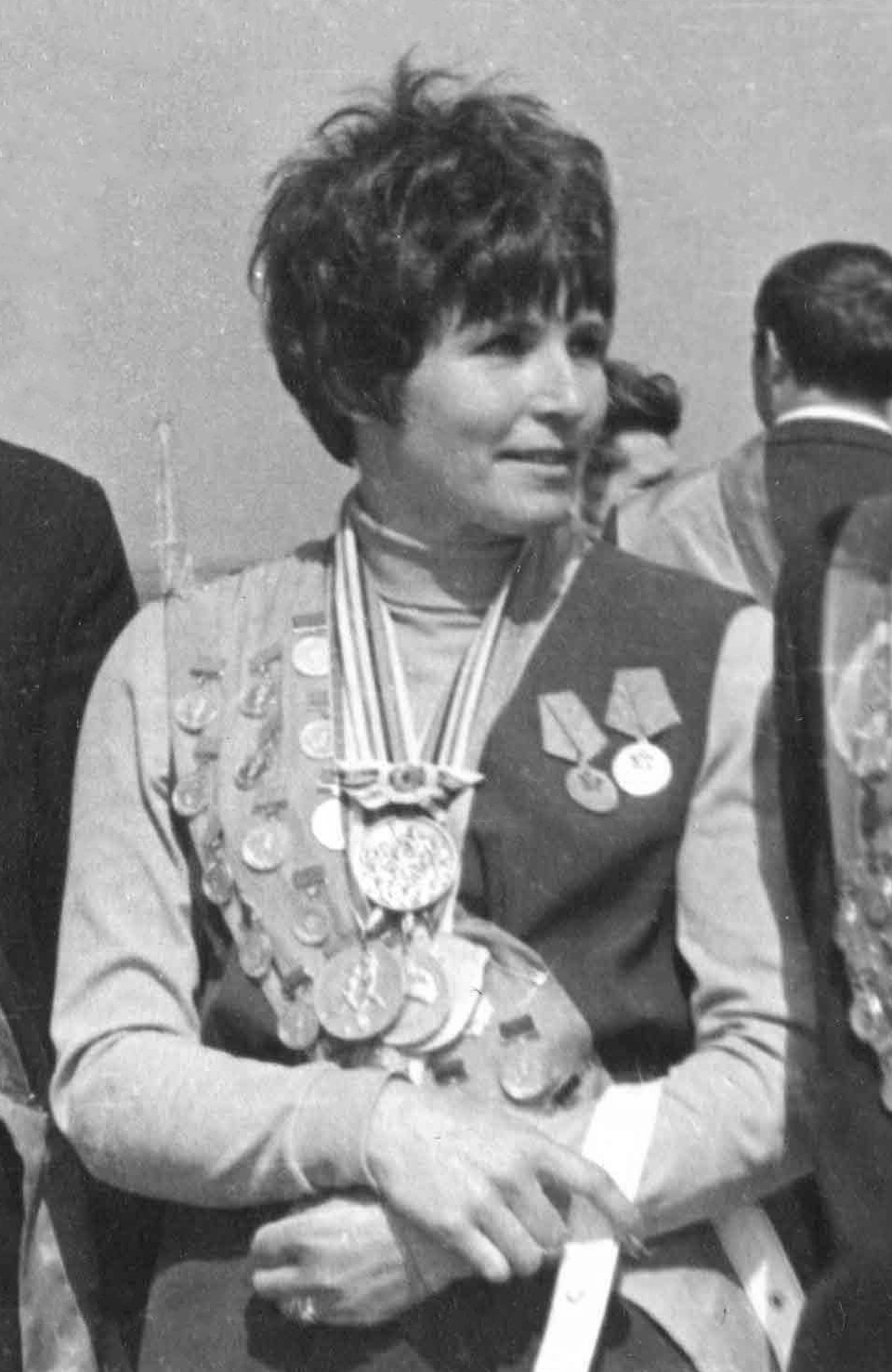
Galina Bystrowa (hier im Jahr 1973) erreichte Platz vier

## Videolinks
- Melbourne 1956 SHIRLEY STRICKLAND 80m Hürden Leichtathletik Olympische Spiele | Amateuraufnahmen, youtube.com, abgerufen am 18. August 2021
- Melbourne 1956 80m, Shirley Strickland, (Amateur Footage), youtube.com, abgerufen am 18. August 2021
- 100 Mitre Huddles Final 1956 Melbourne Olympics, youtube.com, abgerufen am 10. Oktober 2017